# Michael Latifi
Pour les articles homonymes, voir Latifi.
Michael Mehrdad Latifi (né en octobre 1962 en Iran) est un homme d'affaires irano-canadien,. 

## Biographie
Michael Latifi est propriétaire, président et directeur de Sofina Foods Inc, un fabricant de produits animaux transformés établi à Markham en Ontario. Sofina Foods a fait l'acquisition de Lilydale dans le cadre d'une transaction de 130 millions de dollars canadiens en 2010, et de Santa Maria Foods ULC, un importateur et distributeur de marques italiennes spécialisées, en 2012.
Par l'intermédiaire de la société d'investissement Nidala (BVI) Limited, qu'il contrôle, Michael Latifi a investi 200 millions de livres sterling (environ 270 millions de dollars américains) dans McLaren Group,.
Michael est le père de Nicholas Latifi, anciennement pilote de l'écurie de la Williams F1 Team. 